# Alexander Romanowitsch Drenteln

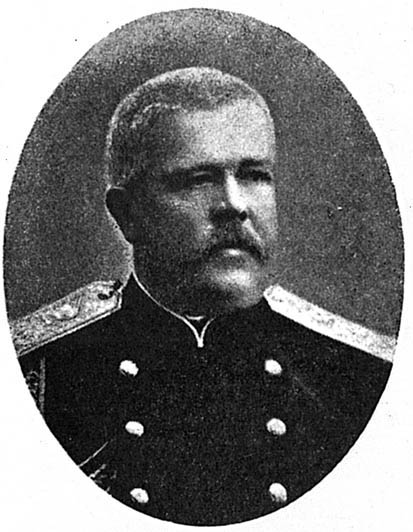
Alexander Romanowitsch Drenteln

Alexander Romanowitsch Drenteln (russisch Александр Романович Дрентельн; * 24. Februarjul. / 7. März 1820greg. im Gouvernement Kiew; † 15.jul. / 27. Juli 1888greg. in Kiew) war ein russischer General und Staatsmann.
Alexander Drenteln trat 1838 in die Armee ein, wurde 1850 Oberst, 1859 Generalmajor und 1865 Generalleutnant. 1867 wurde er zum Generaladjutanten und Zuarbeiter des Präsidenten des Komitees zur Reorganisation der Truppen ernannt. Er wurde dann 1872 Kommandant des Militärbezirks Kiew und übernahm beim Ausbruch des Russisch-Türkischen Krieges 1877 den Oberbefehl über die im Rücken der Feldarmee nördlich der Donau aufgestellten Truppen.
Nach der Ermordung von General Nikolai Wladimirowitsch Mesenzow am 16. August 1878 wurde Drenteln zum Chef der Dritten Abteilung der geheimen Kanzlei des Zaren ernannt. In dieser Stellung hatte er die Leitung der politischen Polizei des gesamten russischen Reiches unter sich. Wie sein Vorgänger war auch Drenteln das Ziel eines Attentats, das am 25. März 1879 von einem Nihilisten ausgeführt wurde. Als nach dem Attentat im Winterpalais am 17. Februar 1880 Loris-Melikow mit diktatorischer Gewalt ausgestattet wurde und als Minister des Inneren zugleich Chef der Dritten Abteilung wurde, trat Drenteln am 11. März von diesem Posten zurück. Er wurde dann zum Mitglied des Staatsrats und im Mai zum Generalgouverneur in Odessa ernannt. 1881 wurde er dann in derselben Stellung nach Kiew versetzt.
Alexander Romanowitsch Drenteln starb am 15.jul. / 27. Juli 1888greg. in Kiew.

## Herkunft und Familie
Alexander Romanowitsch stammte aus der baltisch-schwedischen Adelsfamilie von Drenteln, die seit Beginn des 16. Jahrhunderts in Reval ansässig war. Sein Vater war der russische Staatsrat und Oberst Reinhold Johann von Drenteln (1773–1836) der in 1. Ehe mit Karoline von Kahlen (1778–1801) und in 2. Ehe mit Barbara Seraphim verheiratet war. A. R. von Drenteln heiratete Maria Wjatkin († 1917), seine Nachkommen waren:
- Maria Alexandrowna von Drenteln (* 1864), Hofdame ⚭ Iwan Romanenko (1854–1922), General der Infanterie
- Barbara Alexandrowna von Drenteln (1867–1868)
- Alexander Alexandrowitsch von Drenteln (1868–1925), russischer Generalmajor à la suite

## Auszeichnung
In Anerkennung seiner militärischen und staatsmännischen Leistungen wurde er mit folgenden Orden und Ehrenzeichen dekoriert:
1. Russische Orden
- 1849: Russischer Orden der Heiligen Anna (3. Klasse)
- 1857: Russischer  Orden des Sankt Stanislaus (2. Klasse)
- 1861: Orden des Heiligen Wladimir (3. Klasse)
- 1863: Russischer Orden des Sankt Stanislaus (1. Klasse)
- 1868: Russischer Orden der Heiligen Anna (1. Klasse mit Krone)
- 1870: Orden des Heiligen Wladimir (2. Klasse)
- 1871: Kaiserlich-Königlicher Orden vom Weißen Adler
- 1873: Alexander-Newski-Orden
- 1883: Orden des Heiligen Wladimir (1. Klasse)
- 1888: Orden des Heiligen Andreas des Erstberufenen

2. Ausländische Orden
- 1869: Preußischer Verdienstorden Roter Adler
- 1879: Stern von Rumänien
- 1884: Österreichisch-kaiserlicher Leopold-Orden